# 제3비행사단
제3비행사단(일본어: 第3飛行師団 다이산히코시단[*])은 일본 제국 육군 항공대의 항공사단이다. 단대호 3FD, 통칭호는 "隼 하야부사[*] 2375".

## 역사
1939년 9월 1일, 지나의 화베이 지방에서 항공병단 소속 제3비행집단으로 창설되었다. 태평양 전쟁이 시작될 때까지, 화베이 지방에서 항공전 임무를 수행하다가, 1942년 4월 제3비행사단으로 개명되었다. 개전 이후에는 남서태평양의 말레이 전역, 네덜란드령 동인도 전역, 버마 전역에 참전하였고, 1944년에 중국으로 다시 건너가, 2월 14일에 대륙타통작전을 위해 창설될 제5항공군의 일부가 됨으로써 제3비행사단은 해체되었다.

## 지휘부

### 사단장
| # | 계급 | 성명            | 취임일          | 이임일          | 비고  |
| - | ---- | --------------- | --------------- | --------------- | ----- |
| 1 | 중장 | 기노시타 하야시 | 1939년 9월 1일  | 1941년 9월 15일 | [ 1 ] |
| 2 | 중장 | 스가와라 미치오 | 1941년 9월 15일 | 1942년 4월 15일 |       |

| # | 계급 | 성명              | 취임일          | 이임일           | 비고  |
| - | ---- | ----------------- | --------------- | ---------------- | ----- |
| 1 | 중장 | 스가와라 미치오   | 1942년 4월 15일 | 7월 9일          | [ 2 ] |
| 2 | 중장 | 나카소노 모리타카 | 1942년 7월 9일  | 1943년 9월 9일 † |       |
| 3 | 중장 | 시모야마 다쿠마   | 1943년 9월 11일 | 1944년 2월 14일  |       |

### 참모장
| # | 계급 | 성명                | 취임일         | 이임일          | 비고  |
| - | ---- | ------------------- | -------------- | --------------- | ----- |
| 1 | 대좌 | 핫토리 다케시       | 1939년 9월 1일 | 1941년 3월 1일  | [ 3 ] |
| 2 | 대좌 | 가와시마 도라노스케 | 1942년 3월 1일 | 1942년 4월 15일 | [ 4 ] |

| # | 계급 | 성명          | 취임일          | 이임일          | 비고  |
| - | ---- | ------------- | --------------- | --------------- | ----- |
| 1 | 대좌 | 모리모토 군조 | 1942년 4월 15일 | 1943년 5월 19일 | [ 5 ] |
| 2 | 소장 | 요이시 호이치 | 1943년 5월 19일 | 1944년 2월 14일 | [ 6 ] |

## 전투 서열, 종전당시
| 전투부대 - 제1비행단 - 항커우 - 비행 제16전대 (경폭) - 비행 제25전대 (전투) - 비행 제44전대 (정찰) - 비행 제90전대 (경폭) - 독립비행 제18중대 (사령부 정찰) - 독립비행 제83중대 (정찰) - 제8직협비행대 | 교도부대 - 제105교육비행단 - 베이징 - 제114교육비행연대 (전투) - 제115교육비행연대 (사령부 정찰) - 제118교육비행연대 (전투) | 비행장부대 - 제3항공지구사령부 - 제5항공지구사령부 - 제16항공지구사령부 - 제18비행장대대 (경폭) - 제31비행장대대 (경폭) - 제57비행장대대 (정찰) - 제91비행장대대 (경폭) - 제96비행장대대 (중(重)폭) | 통신부대 - 제6항공정보연대 - 제5항공고정통신대 - 제15항공통신대 - 제5기상측정대 - 지나 파견군 기상대 군수(정비, 보급)부대 - 제15야전항공창 - 제23항공분창 |

## 장비
- 전투기
  - 1식 전투기
  - 2식 복좌전투기
- 정찰기
  - 98식 직접협동정찰기
  - 99식 정찰기
  - 100식 사령부정찰기
- 폭격기
  - 99식 쌍발경폭격기

## 기록

### 계보
- 1942년 2월 2일, 第4飛行集団 →제4비행집단
- 1942년 4월 15일, 第4飛行師団 →제4비행사단

### 소속
- 제23방면군, (날짜불명)

### 참전
- 제2차 세계 대전 남서태평양 전구
  - 말레이 전역
  - 네덜란드령 동인도 전역
  - 버마 전역

## 참고 자료
- 秦郁彦 (2005). 《日本陸海軍総合事典》 (일본어) 2판. 東京大学出版会.
- 外山操 (1981). 《陸海軍将官人事総覧 陸軍篇》 (일본어). 芙蓉書房.
- 外山操 (1987).  森松俊夫, 편집. 《帝国陸軍編制総覧》 (일본어). 芙蓉書房.
- 木俣滋郎 (1987). 《陸軍航空隊全史》. 航空戦史シリーズ90 (일본어). 朝日ソノラマ.
- 《太平洋戦争師団戦史》. 別冊歴史読本 戦記シリーズNo.32 (일본어). 新人物往来社. 1996.
- 防衛研究所戦史室 (1976). 《陸軍航空の軍備と運用（3）大東亜戦争終戦まで》. 戦史叢書 (일본어). 朝雲新聞社. ASIN: B000J9J2WO.